# NGC 4625

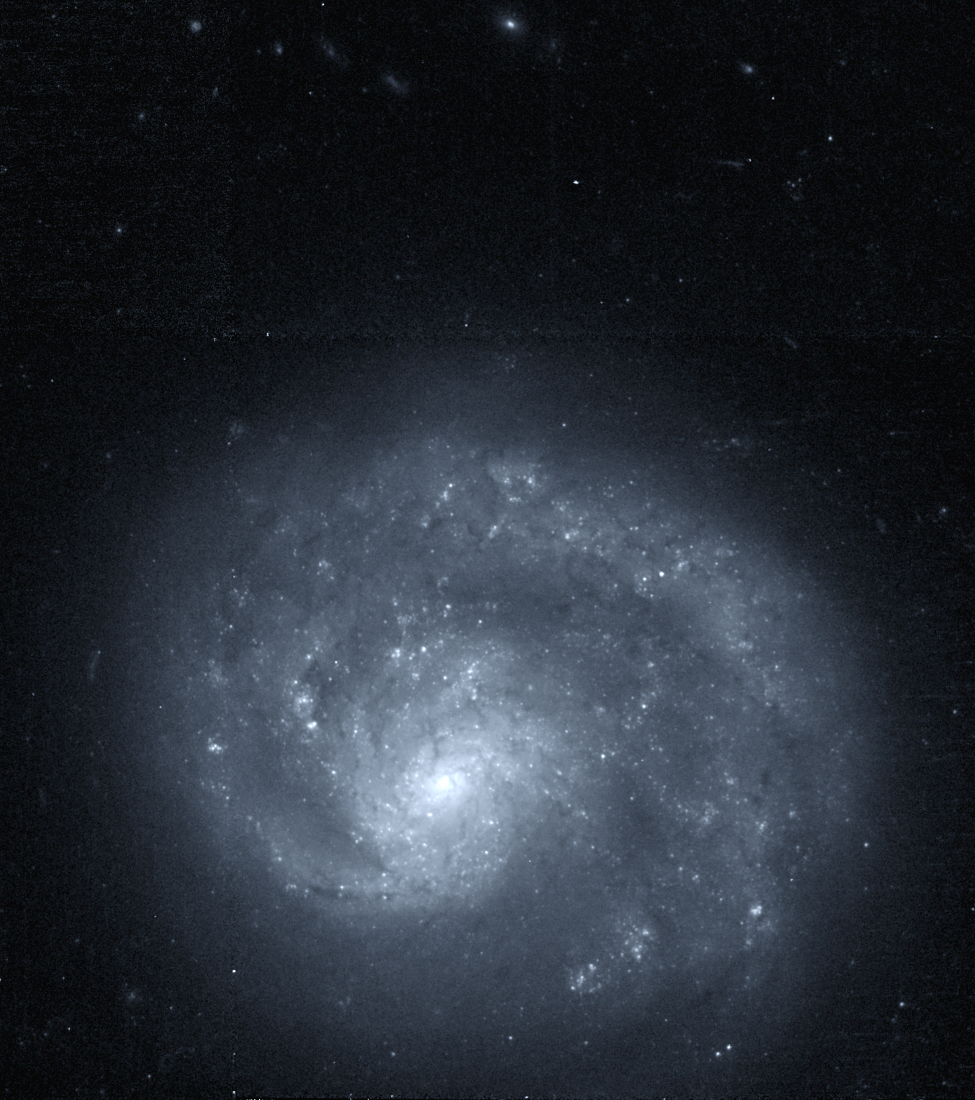

NGC 4625 (hay còn được gọi với tên khác là IC 3675, UGC 7861, PGC 42607), là tên của một thiên hà lùn bị bóp méo và nằm trong chòm sao Lạp Khuyển. Thiên hà này được phân loại chính thức là thuộc kiểu Sm. Điều này có nghĩa là cấu trúc của nó có phần giống với thiên hà xoắn ốc. Ngoài ra, NGC 4625 thi thoảng còn được xem là một thiên hà xoắn ốc Magellanic bởi vì nó có điểm tương đồng với Các Đám Mây Magellan.

## Cầu trúc
Không giống như hầu hết các thiên hà xoắn ốc, NGC 4625 có một thanh xoắn ốc và có hình dáng không đối xứng với nhau. Các nhà khoa học đưa ra giả thuyết rằng cấu trúc bất đối xứng là do sự tương tác lực hấp dẫn với thiên hà NGC 4618. Tuy nhiên, sự quan sát khí hydro trung tính trong thiên hà NGC 4618 và NGC 4625 cho thấy một ít trong số đó ở bên ngoài 2 thiên hà này bị lực hấp dẫn tương tác.
Việc quan sát tia tử ngoại của thiên hà được quan sát bằng kính viễn vọng không gian GALEX cho ta thấy được nó có đĩa thiên hà được mở rộng. Cái đĩa này mở rộng ra 28,000 năm ánh sáng tính từ tâm thiên hà. Trên đĩa có sự hình thành của ngôi sang xanh dương, nóng, nguyên nhân có lẽ do dòng chảy bụi và khí gas chảy vào.

## Dữ liệu hiện tại
Theo như quan sát, đây là thiên hà thuộc chòm sao Lạp Khuyển. Và dưới đây là một số dữ liệu khác:
Xích kinh 12h 41m 52.7s
Độ nghiêng +41° 16′ 26″
Dịch chuyển đỏ (Redshift) 609 ± 1 km/s
Độ lớn biểu kiến (v) 13.2g
Loại thiên hà SB(rs)m 
Kích thước biểu kiến 1'.3 × 1'.2